# 佐藤新
佐藤新（日语：／ Satō Arata，2000年9月1日—）是日本的偶像、演員、歌手、電視藝人。東京都出身。曾隸屬於傑尼斯事務所，是小傑尼斯組合・IMPACTors的成員。現為經紀公司TOBE旗下團體IMP.的成員。

## 經歷
經過海選，於2016年4月13日進入傑尼斯事務所。和浮所飛貴、那須雄登、織山尚大同期加入。
於2020年10月16日『MUSIC STATION 2時間SP』，發表結成包括佐藤的7人小傑尼斯Jr.内組合・IMPACTors。之後，作為IMPACTors的成員活動，擔任組合的中心位置。
2023年5月25日，離開傑尼斯事務所，同年7月14日，加入前傑尼斯副社長瀧澤秀明成立的經紀公司TOBE，並成為團體IMP.的成員之一。

## 出演
只記錄個人出演。組合出演請參閱小傑尼斯#IMPACTors。

### 電視節目
- くさデカ（日语：くさデカ）（2021年1月9日 -2023年3月18日 ，靜岡電視台）[6]

### 電視劇
- CHEAT 詐欺師們請注意 第2話（2019年10月10日，讀賣電視台・日本電視台） -飾演 佐野直人[7]
- The High School Heroes 第7話・第8話（2021年9月11日・18日，朝日電視台） -飾演  豪田景樹[1]
- 高良同學與天城同學（2022年8月19日 - 10月14日，MBS等） -飾演 主演・高良瞬（和織山尚大雙主演）[2]
- silent（2022年10月6日 - 12月22日，富士電視台） -飾演 田畑利空[8]

### 電影
- 滝沢歌舞伎 ZERO 2020 The Movie（2020年12月4日上映，松竹）
- 鳩的擊退法（2021年8月27日上映，松竹） -飾演 田中[9]
- 我的幸福婚約（2023年3月17日上映予定，東寶）-飾演 望月東彌[10]

### 舞台
- 滝沢歌舞伎ZERO（2019年4月10日 - 5月19日，新橋演舞場）[11]
- 虎者-NINJAPAN-（2019年11月2日 - 20日、サンシャイン劇場 / 11月15日 - 24日、南座 / 11月26・27日、御園座 / 11月30日、上野学園ホール）-飾演  ハヤブサ[12]
- 虎者 NINJAPAN 2020（2020年10月10日 - 27日，新橋演舞場）[13]
- 死亡诗社（2021年1月16日 - 31日，新國立劇場中劇場 / 2月11日 - 14日，サンケイホールブリーゼ / 2月20・21日，東海市芸術劇場大ホール） -飾演  托德·安德森[14][15]

### MV
- 「Namidaの結晶」（2019年）[16]

## 脚注
1. 1 2 3  . MANTANWEB. 2021-09-05  [2021-09-05]. （原始内容存档于2022-11-05）.
2. 1 2  . ORICON NEWS. oricon ME. 2022-07-14  [2022-07-14]. （原始内容存档于2022-11-05）.
3. ↑  . スポーツ報知. 2020-10-16  [2021-05-27]. （原始内容存档于2021-01-16）.
4. ↑  . シネマNAVI. 株式会社新通. 2021-07-03  [2022-05-18]. （原始内容存档于2022-11-05）.
5. ↑  . ORICON NEWS. 2023-07-14  [2023-07-14]. （原始内容存档于2023-09-22）.
6. ↑  . マイナビニュース. マイナビ. 2021-01-09  [2021-05-27]. （原始内容存档于2022-11-05）.
7. ↑  . ザテレビジョン. KADOKAWA. 2019-10-03  [2021-05-27]. （原始内容存档于2022-11-05）.
8. ↑  . 映画ナタリー (ナターシャ). 2022-10-03  [2022-10-03]. （原始内容存档于2022-10-23）.
9. ↑  . 音楽ナタリー. ナターシャ. 2021-07-03  [2021-07-03]. （原始内容存档于2022-11-05）.
10. ↑  . ORICON NEWS. oricon ME. 2022-11-18  [2022-11-18]. （原始内容存档于2022-11-23） （日语）.
11. ↑  . 滝沢歌舞伎ZERO. 松竹. 2019  [2021-05-27]. （原始内容存档于2021-08-31）.
12. ↑  高城つかさ. . エンタステージ. ナノ・アソシエーション. 2020-10-11  [2022-03-10]. （原始内容存档于2022-11-05）.
13. ↑  . ザテレビジョン. KADOKAWA. 2020-09-16  [2021-05-27]. （原始内容存档于2022-11-05）.
14. ↑  . 舞台「いまを生きる」〈オフィシャルHP〉. フジテレビ. 2021  [2021-05-27]. （原始内容存档于2021-05-27）.
15. ↑  . CHUNICHI Web. 2020-10-15  [2021-05-27]. （原始内容存档于2022-11-05）.
16. ↑  . ウォーカープラス. KADOKAWA. 2019-08-07  [2021-05-27]. （原始内容存档于2022-11-05）.

## 外部連結
- 佐藤新 簡介 （页面存档备份，存于） - ISLAND TV
- 小傑尼斯 （页面存档备份，存于） - Johnny's net